# 韦尔海姆 (巴伐利亚州)
韦尔海姆是德国巴伐利亚州的一个市镇。总面积33.81平方公里，总人口2652人，其中男性1298人，女性1354人（2011年12月31日），人口密度78人/平方公里。